# Zamkowa Góra (Wzgórza Krzyżowe)
Zamkowa Góra (j. niem. Schloß-Berg) – szczyt (407 m n.p.m.) w południowo-zachodniej Polsce, we Wzgórzach Strzelińskich we Wzgórzach Krzyżowych.

## Szlaki turystyczne
Przełęcz Srebrna - Mikołajów - Brzeźnica - Grochowiec - Tarnów - Ząbkowice Śląskie - Zwrócona - Brodziszów - Skrzyżowanie pod Grzybowcem - Tatarski Okop - Gilów - Zamkowa Góra - Słupice - Przełęcz Słupicka - Przełęcz Tąpadła - Biała - Strzelce